# Ларс Ларсон
Ларс Ларсон (швед. Lars Axel Larsson; Лидинге, 17. јун 1911 — Лидинге, 29. јануар 2003) бивши је шведски атлетичар специјалиста за трке са препрекама. Био је финалиста и завршио као 6. (9:16,6) на Олимпијским играма 1936. у Берлину и европски првак две године касније на 2. Европском првенству у Париз 9:16,2.

## Спортска биографија
Ларсон је каријеу почео трчањем на дуге стазе, до 1936. када је променио и прешао на трчање са препрекама. Те године постао је првак Шведске у новој дисциплини, а био је други на 5.000 метара. Од 1937 до 1940, такмичио се само на 3.000 м са препрекама и три пута порављао национални рекорд, од 9:16,6 1936. до 9:09.0 1939. Каријеру је завршио 1941 због повреде ноге. Касније се запослио и радио као чиновник.

## Значајнији резултати
| Год.    | Такмичење             | Место                      | Плас.   | Рез.    | Дет.    |
| Шведска | Шведска               | Шведска                    | Шведска | Шведска | Шведска |
| ------- | --------------------- | -------------------------- | ------- | ------- | ------- |
| 1936.   | Олимпијске игре       | Берлин, Нацистичка Немачка | 6.      | 9:16,6  |         |
| 1938.   | 2. Европско првенство | Париз, Француска           |         | 9:16,2  | [ 2 ]   |

## Лични рекорд
| Дисциплина       | Резултат  | Место | Датум |
| ---------------- | --------- | ----- | ----- |
| 3.000 м препреке | 9:09,0 НР |       | 1940. |